# 최항석
최항석(崔恒碩, 1961년 5월 31일 ~ )은 대한민국의 배우 겸 기업가이다.

## 생애
1981년 연극배우 첫 데뷔 후 1983년 MBC 16기 공채 탤런트로 정식 데뷔하였으며  1986년 영화 《입을 연 석류》의 주연으로써 영화 배우로 데뷔하였다. 이후 많은 드라마에서 주연과 조연과 단역을 두루 맡았다.
2002년 MBC 텔레비전 드라마 《리멤버》의 오 주임 역과 2002년 SBS 텔레비전 드라마 《야인시대》의 임동호 역으로 널리 알려져 있다. 2002년 MBC 시트콤 《연인들》에서는 극중에서 연극 배우인 김형자와 함께 배우와 연출가들의 사이로서의 호흡을 오래도록 동반한 연극 연출가 최항석 역, 연극연출가 이주헌 역, 연극연출가 김세호 역으로 각각 몇회간을 단역하였다.
현재 기업가로 활약하고 있다.

## 주요 경력
- 엘앤피코스메틱㈜ 부회장
- 前 난다모 부사장

## 출연작

### 영화
- 《입을 연 석류》

### 드라마
- 《영웅시대》
- 《임진왜란》
- 《사랑과 야망》
- 《울밑에 선 봉선화》
- 《파일럿》
- 《먼동》
- 《김가 이가》
- 《서울의 달》
- 《두 아빠》
- 《냉동인간》
- 《여자》
- 《남자 셋 여자 셋》
- 《육남매》
- 《여자 대 여자》
- 《세 친구》
- 《허준》
- 《온달 왕자들》
- 《홍국영》
- 《네 자매 이야기》
- 《반달곰 내 사랑》
- 《야인시대》 ... 의사 역
- 《리멤버》
- 《연인들》
- 《눈사람》
- 《아내》
- 《대장금》
- 《영웅시대》 ... 육대주토건회사 직원 역
- 《제5공화국》
- 《서울 1945》

### 연극
- 《세종대왕》 ... 혜령군 이지 역(조연)